# Kanamarí
Kanamarí o Tukuna es un pueblo originario de Brasil, que habita en la Amazonia y habla un idioma de la familia catuquina.

## Territorio
Tradicionalmente han poblado la cuenca alta y  media del río Juruá, actual estado de Amazonas (Brasil). También se han establecido en el alto Itaquaí, afluente del río Javarí, e incluso más lejos, en el medio Javarí y hasta el río Japurá. Actualmente viven en las Tierras Indígenas demarcadas de Vale do Javari, donde ocupan las márgenes de los rios Curuçá, Javarí, Itaquaí y Jutaí; en Mawetek que comprende os tributarios de la margen izquierda del medio Juruá; Kanamari, situada a orillas de los afluentes de la margen direcha del Juruá, río abajo de Eirunepé; y, además dos pequeñas áreas en el Japurá, Maraã y Parana do Paricá. Un grupo de cerca de 60 vive en una comunidad en Umariaçú, alto río Amazonas, habitada principalmente por los Tikuna. También se sabe de un pequeño grupo en el alto Juruá, rio arriba de Cruzeiro do Sul.

## Organización Social
Están divididos en linajes que tienen el nombre de un animal, seguido del sufijo dyapa. Originalmente regía la endogamia en cada linaje, pero con la dispersión ocurrida en la época de la fiebre del caucho, algunos linajes establecieron alianzas territoriales matrimoniales, manteniendo la endogamia dentro de cada alianza o en cada aldea que sustituyó las antiguas malocas del linaje y que tiene su respectivo X-warah o jefe.

## Subsistencia
La economía kanamarí se adapta a los ciclos climáticos. El ciclo anual se divide en dos estaciones principales, la seca, de abril a septiembre, y la estación lluviosa, de octubre a marzo. Durante la estación seca las unidades familiares se dispersan para cazar y recolectar tortugas. En la estación lluviosa se recolectan frutos y se cosechan las palmeras de chontaduro y asaí que se encuentran en los huertos donde ya se han recolectado los productos de cultivos transitorios.